# Austria en los Juegos Olímpicos de Grenoble 1968
Austria estuvo representada en los Juegos Olímpicos de Grenoble 1968 por un total de  deportistas que compitieron en  deportes.  
El portador de la bandera en la ceremonia de apertura fue el patinador artístico Emmerich Danzer.

## Medallistas
El equipo olímpico austríaco obtuvo las siguientes medallas:
| Nombre                                                     | Deporte            | Competición        |
| ---------------------------------------------------------- | ------------------ | ------------------ |
| Oro                                                        |                    |                    |
| Olga Pall                                                  | Esquí alpino       | Descenso F         |
| Manfred Schmid                                             | Luge               | individual M       |
| Wolfgang Schwarz                                           | Patinaje artístico | Individual M       |
| Plata                                                      |                    |                    |
| Erwin Thaler Reinhold Durnthaler Herbert Gruber Josef Eder | Bobsleigh          | Cuádruple M        |
| Herbert Huber                                              | Esquí alpino       | Eslalon M          |
| Manfred Schmid Ewald Walch                                 | Luge               | Doble M            |
| Reinhold Bachler                                           | Saltos en esquí    | Trampolín normal M |
| Bronce                                                     |                    |                    |
| Christl Haas                                               | Esquí alpino       | Descenso F         |
| Alfred Matt                                                | Esquí alpino       | Eslalon M          |
| Heinrich Messner                                           | Esquí alpino       | Eslalon gigante M  |
| Baldur Preiml                                              | Saltos en esquí    | Trampolín normal M |